# Dopängel

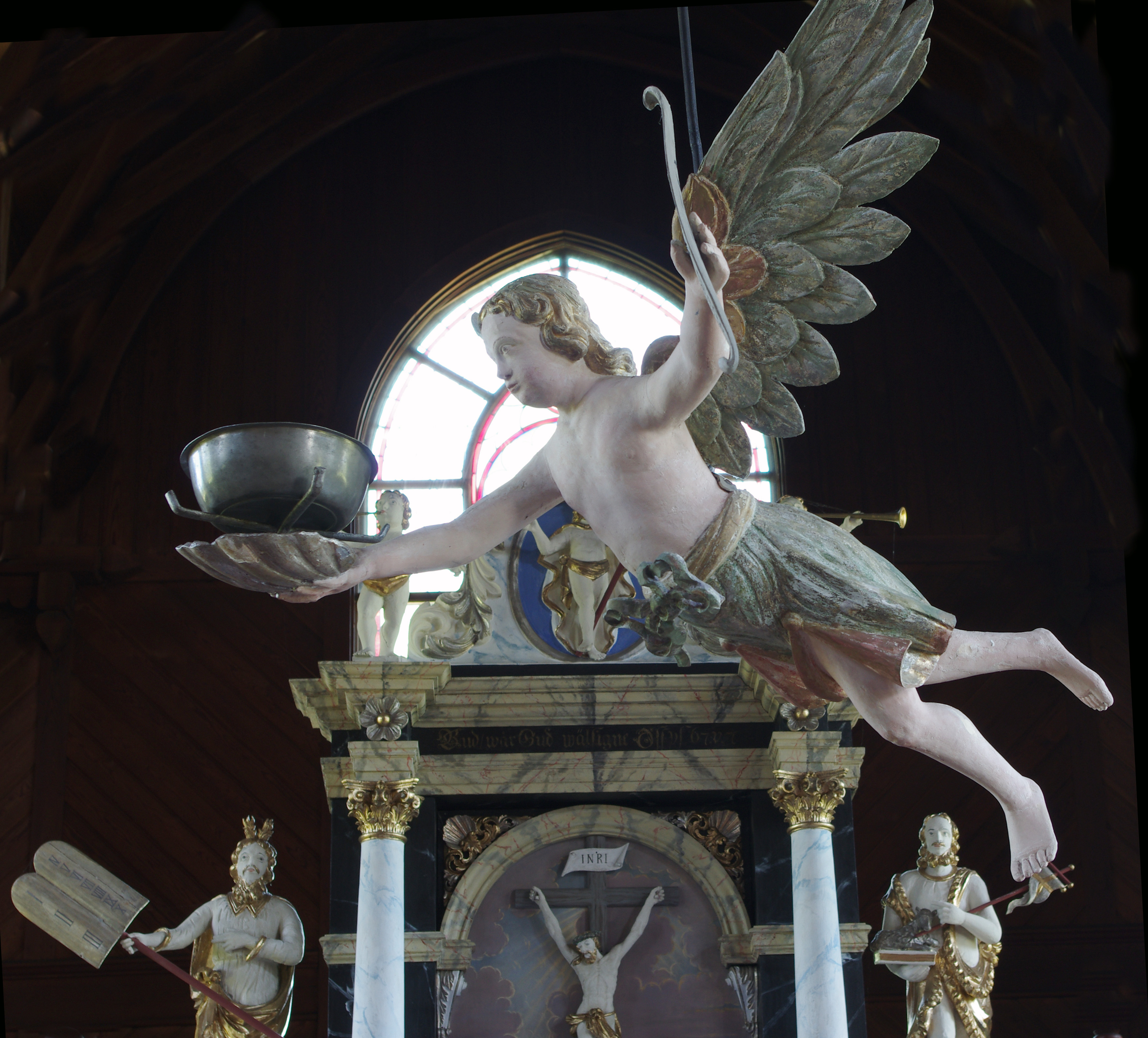
Dopängel i Bjurbäcks kyrka

En dopängel är en skulptur i barockstil, som ofta är skuren i trä och bär ett dopfat.
Dopänglar var vanliga i lutherska kyrkor under 1600-talet och 1700-talet. Speciellt förekom de i Tyskland, Danmark och Sverige. En typisk dopängel hänger i kyrkans tak och kan hissas ned vid en dopförrättning.